# Liste der Monuments historiques in Mondreville (Seine-et-Marne)
Die Liste der Monuments historiques in Mondreville (Seine-et-Marne) führt die Monuments historiques in der französischen Gemeinde Mondreville auf.

## Liste der Bauwerke
| Bezeichnung       | Beschreibung              | Standort | Kennzeichnung | Schutzstatus | Datum | Bild           |
| ----------------- | ------------------------- | -------- | ------------- | ------------ | ----- | -------------- |
| Kirche St-Étienne | Erbaut im 12. Jahrhundert | (Lage)   | PA00087110    | Classé       | 1999  | weitere Bilder |

## Liste der Objekte
Zum Verständnis siehe: Kirchenausstattung
- Monuments historiques (Objekte) in Mondreville (Seine-et-Marne) in der Base Palissy des französischen Kultusministeriums